# Thomisops granulatus
Thomisops granulatus là một loài nhện trong họ Thomisidae.
Loài này thuộc chi Thomisops. Thomisops granulatus được miêu tả năm 1989 bởi Dippenaar-Schoeman.